# Kilingi-Nõmme
Kilingi-Nõmme je grad u okrugu Pärnumaa, jugozapadna Estoniji.
U gradu ima 2.295 stanovnika (2010.). Prostire se na 4,3 km2.
Prvi put naselje se spominje 1560. godine. Grad je kasnije dobio ime po zemljoposjedniku Valentin Schilling (u dijalektu Saarde Kilingi) i gostionici Nõmme. Krajem 19. stoljeća Kilingi-Nõmme ima oko 500 stanovnika. Godine 1928. je bilo 1420 stanovnika. Kilingi-Nõmme dobiva gradska prava 1. svibnja 1938. godine. Od 1998. Kilingi-Nõmme je član međunarodnog projekta Europska kulturna sela.
Gotovo da i nema industrije u samom gradu. Kilingi-Nõmme okružen je s 35.562 hektara šuma. Mnoge tvrtke su aktivni ovdje u preradi drva.

## Vanjske poveznice
- Službene stranice

|  | Zajednički poslužitelj ima još gradiva o temi Kilingi-Nõmme |